# The Big Cigar
The Big Cigar ist eine Miniserie des US-amerikanischen Produzenten Jim Hecht über Huey P. Newton, den Gründer der Black Panther Party. Die Drama- und Thrillerserie basiert auf einem gleichnamigen Playboy-Artikel des US-Journalisten Joshuah Bearman. Die sechsteilige Serie wurde im Jahr 2024 über Apple TV+ ausgestrahlt.

## Handlung
Die Serie behandelt die Fahndung nach Huey P. Newton, den Gründer der Black Panther Party, der bei seinem Fluchtversuch nach Kuba die Hilfe des Filmproduzenten Bert Schneider sucht.

## Produktion
Bereits im Dezember 2012 war über eine Verfilmung des Artikels berichtet worden. Zu dem Zeitpunkt war geplant, basierend auf Bearmans Playboy-Artikel einen Film zu produzieren, bei dem Jonathan Dayton und Valerie Faris als Regisseure fungieren sollten.
Im April 2022 genehmigte Apple TV die Produktion als Miniserie. Nach Angaben der Showrunnerin Janine Sherman Barrois begannen die Dreharbeiten im Juni 2022 in Toronto. Im August desselben Jahres wurde im ebenfalls kanadischen Hamilton gedreht. Die Hamilton City Hall.

## Besetzung und Synchronisation
Die deutsche Synchronisation entstand nach einem Dialogbuch von Martin Halm und der Dialogregie von Solveig Duda im Auftrag der FFS Film- & Fernseh-Synchron GmbH in Berlin.
| Rolle              | Schauspieler      | Synchronsprecher     |
| ------------------ | ----------------- | -------------------- |
| Huey P. Newton     | André Holland     | René Oltmanns        |
| Bert Schneider     | Alessandro Nivola | Martin Halm          |
| Gwen Fontaine      | Tiffany Boone     | Lea Kalbhenn         |
| Steve Blauner      | P.J. Byrne        | Patrick Schröder     |
| Agent Sydney Clark | Marc Menchaca     | Thomas Wenke         |
| Abe Schneider      | John Doman        | Hans Bayer           |
| Bobby Seale        | Jordane Christie  | Stefan Günther       |
| Eldridge Cleaver   | Brenton Allen     | Jan Odle             |
| Gregory Lipton     | Michael Masini    | Patrick Zwingmann    |
| Jessica            | Rebecca Dalton    | Patricia Strasburger |
| Stanley Schneider  | Noah Emmerich     | Mike Carl            |
| Teressa Dixon      | Moses Ingram      | Regina Beckhaus      |
| Walter Newton      | Glynn Turman      | Gudo Hoegel          |
| Yolonda            | Samora Smallwood  | Anja Taborsky        |

## Episodenliste
Staffel 1
| Nr. (ges.) | Nr. (St.) | Deutscher Titel                  | Originaltitel         | Erstausstrahlung | Deutschsprachige Erstausstrahlung (D/A/CH) |
| ---------- | --------- | -------------------------------- | --------------------- | ---------------- | ------------------------------------------ |
| 1          | 1         | Panther und Produzenten          | Panther / Producer    | 17. Mai 2024     | 17. Mai 2024                               |
| 2          | 2         | Der Kubaner                      | The Cuban             | 17. Mai 2024     | 17. Mai 2024                               |
| 3          | 3         | Knarren und Matze                | Guns & Matzah         | 24. Mai 2024     | 24. Mai 2024                               |
| 4          | 4         | Freunde lässt man nicht im Stich | What Are Friends For? | 31. Mai 2024     | 31. Mai 2024                               |
| 5          | 5         | Verlorenes Paradies              | Lost Paradise         | 7. Juni 2024     | 7. Juni 2024                               |
| 6          | 6         | Der Pirat                        | The Pirate            | 14. Juni 2024    | 14. Juni 2024                              |

## Kritik
»The Big Cigar beweist, dass man Hollywood nicht trauen kann, die Geschichte schwarzer Radikaler zu erzählen«, lautete der Titel einer Rezension. Der Film »verwässert nicht nur die Geschichte eines schwarzen Anführers, sondern er stellt auch die weißen Protagonisten in den Mittelpunkt.«